# Audi 90 quattro IMSA GTO
L'Audi 90 quattro IMSA GTO (R5 en interne) est une voiture de course de la marque Audi qui a été utilisée dans la série de courses américaines IMSA GTO en 1989. Après de précédents succès en rallye et en remportant la série Trans-Am, également basée aux États-Unis, en 1988 avec l'Audi 200 quattro Trans-AM, Audi devait également démontrer la supériorité de la transmission quattro sur la route. C'est la seule voiture de course utilisée par l'usine Audi basée sur l'Audi 80/90 B3.

## Transmission

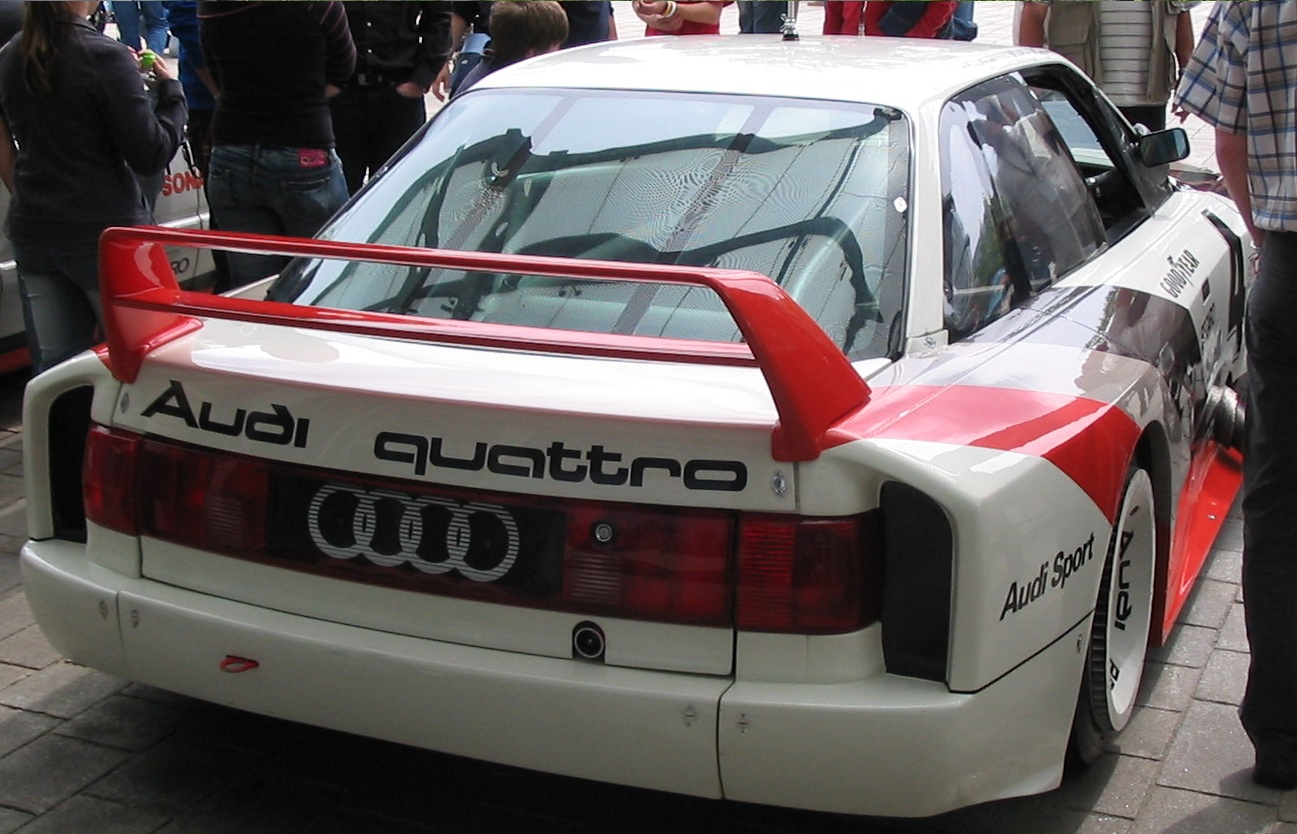
Vue arrière de la 90 quattro IMSA GTO.

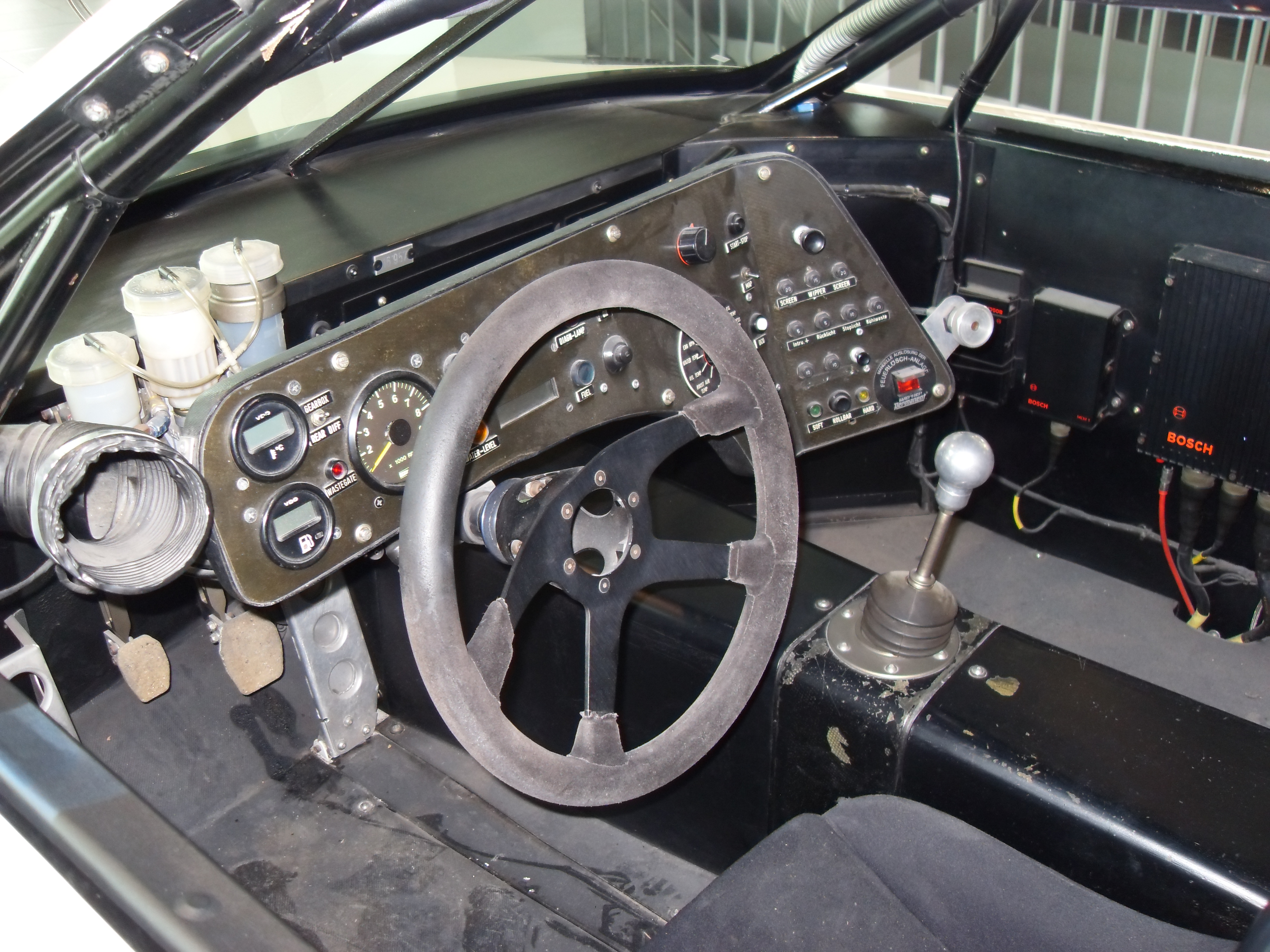
Cockpit de la 90 quattro IMSA GTO.

La 90 quattro IMSA GTO est propulsée par un moteur 5 cylindres en ligne turbocompressé en aluminium d'une cylindrée de 2,2 litres dérivé de l'Audi Sport quattro S1 Pikes Peak, qui délivre cependant ici jusqu'à 530 kW (720 ch). La puissance est transmise aux roues via une boîte de vitesses à 6 rapports, dans laquelle un rapport est toujours verrouillé en raison de la réglementation IMSA, et la transmission intégrale permanente Quattro.

## Carrosserie
La carrosserie de la 90 quattro IMSA GTO présente des similitudes avec l’Audi 90 de série, mais à part le toit en acier standard stipulé dans la réglementation, elle n'a rien en commun avec elle. Le châssis se compose d'un cadre spatial tubulaire auquel la carrosserie extérieure en plastique est fixée. Le poids a été réduit à 1 206 kilogrammes. Par rapport à la version de série, la voiture de course est largement élargie et est équipée d'un aileron arrière ou d’un aileron arrière à deux étages pour les voies rapides.

## Pilotes
La voiture a été pilotée par les pilotes Hurley Haywood, Hans-Joachim Stuck, Walter Röhrl et Scott Goodyear.

## Succès
Hans-Joachim Stuck a remporté sept courses lors de la saison 1989.
- Summit Point
- Mid-Ohio
- Topeka
- Sears Point
- Watkins Glen
- Lime Rock
- Laguna Seca

Audi n'a pas pris le départ des deux courses longue distance de Daytona et Sebring, c'est pourquoi l’équipe n'a plus été en mesure de combler l'écart avec Ford en fin de saison. Audi a terminé deuxième au classement du championnat avec 195 points, 45 points derrière Ford. Au classement des pilotes, Stuck a terminé troisième, Hurley Haywood a terminé quatrième. En 1990, Audi quitte les circuits américains et entre en DTM avec l'Audi V8 quattro.